# Universidad Nacional Autónoma de Nicaragua Managua FC
El UNAN - Managua FC es un equipo de fútbol de Nicaragua que juega en la Primera División de Nicaragua, la liga de fútbol más importante del país,

## Historia
Fue fundado en la capital Managua y es el equipo que representa a la Universidad Nacional Autónoma de Nicaragua en el fútbol de Nicaragua. En la temporada 2013/14 consiguieron ascender a la Primera División de Nicaragua por segunda vez en su historia luego de su primer logro en la temporada 2006/07 luego de vencer al Real Estelí B en el play-off de ascenso.
Además cuenta con una sección de fútbol femenil, la cual juega en la Primera División de Nicaragua y ha sido campeón nacional en doce ocasiones y uno de los equipos de fútbol femenil más importantes del país.

## Palmarés
- Primera División de Nicaragua: (1)

Torneo Apertura 2015
- Segunda División de Nicaragua: (3)

Clausura 2012, Apertura 2013, 2020-21

## Jugadores

### Plantilla 2018
- = Lesionado de larga duración
- = Capitán